# Cora (etnia)
Os Cora são um grupo étnico do México Central que habitam a Serra de Nayarit e La Mesa de Nayar nos estados mexicanos de Jalisco e Nayarit. Autodenominam-se naáyarite, termo que deu origem ao nome do actual estado de Nayarit. Estima-se que actualmente o número de indivíduos desta etnia seja cerca de 23 mil e 500 . 
Dedicam-se ao cultivo de milho, feijão, amaranto e criação de algum gado.
Após a conquista espanhola do México passaram a ocupar uma área mais pequena que aquela que ocupavam originalmente.

## Religião
A religião dos cora é largamente sincrética, isto é, uma mistura de religião tradicional dos cora e catolicismo.
Existem três divindades principais. O deus supremo é chamado Tayau significando "nosso pai", é um deus do sol que viaja pelo céu durante o dia, sentando-se na sua cadeira dourada ao meio-dia, crê-se que as nuvens são fumo do seu cachimbo. Em tempos mais antigos os sacerdotes de Tayau, os Tonatí, eram a mais alta autoridade das comunidades cora.
A sua esposa é Tetewan a deusa do submundo associada à lua, à chuva e à direcção oeste. Os seus nomes alternativos são Hurima e Nasisa.
O filho dos dois, Sautari "o apanhador de flores" está associado ao milho e à tarde. Outras designações suas são Hatsikan (grande irmão), Tahás e Ora. Em termos sincréticos é identificado com Jesus Cristo.
Alguns mitos dos cora têm origens claramente mesoamericanas, como o mito da criação do quinto sol. Outros são partilhados com os huichol; por exemplo o mito de que a raça humana descende de um homem e de uma mulher-cão, únicos sobreviventes de um enorme cataclismo.

## Língua
A língua Cora é uma  língua uto-asteca (ramo Corachol) aparentada com o Huichol.